# بروس لونش
بروس لونش (بالإنجليزية: Bruce Lynch)‏ هو ملحن ومنتج أسطوانات نيوزلندي، ولد في 1948.

## وصلات خارجية
- بروس لونش على موقع IMDb (الإنجليزية)
- بروس لونش على موقع ميوزك برينز (الإنجليزية)
- بروس لونش على موقع أول ميوزيك (الإنجليزية)
- بروس لونش على موقع قاعدة بيانات الفيلم (الإنجليزية)